# Gausson
 Gausson  (en bretón Gwalc'hion) es una población y comuna francesa, situada en la región de Bretaña, departamento de Côtes-d'Armor, en el distrito de Saint-Brieuc y cantón de Plouguenast.

## Demografía
| 907 | 806 | 691 | 662 | 603 | 580 |
| Para los censos de 1962 a 1999 la población legal corresponde a la población sin duplicidades (Fuente: INSEE [Consultar]) |     |     |     |     |     |